# Desmoscolecida
Ordre
Familles de rang inférieur
- Cyartonematidae
- Desmoscolecidae
- Meyliidae

Les Desmoscolecida sont un ordre de nématodes chromadorés.